# Rabanus Maurus

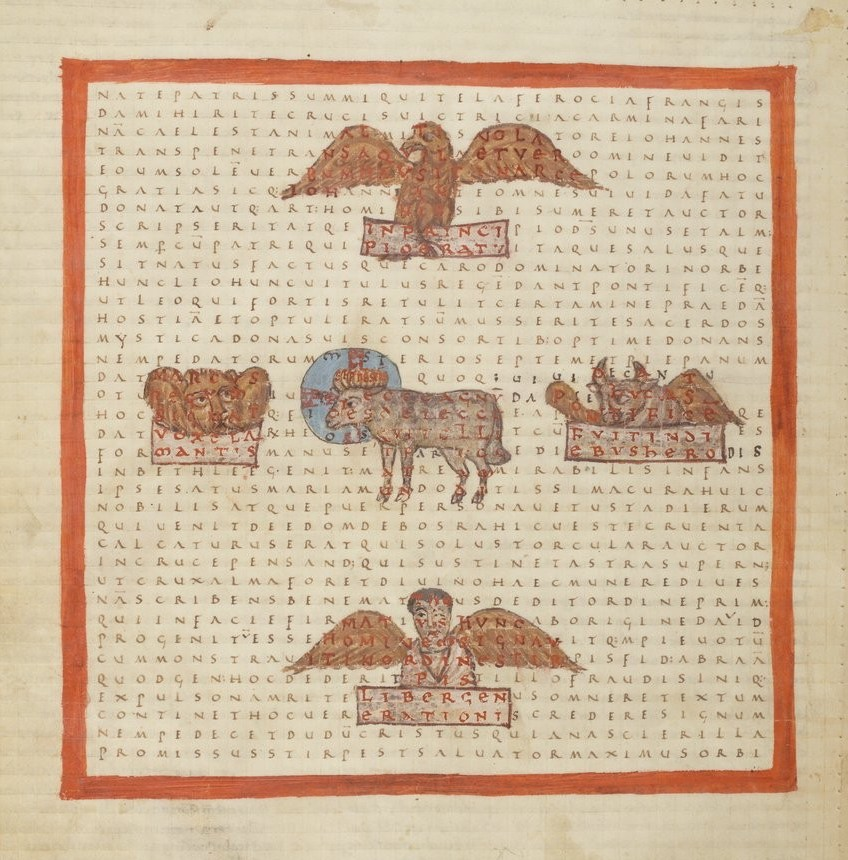
De laudibus sanctae Crucis, manuscris (copie) de la mănăstirea Saint-Denis, ca. 845–847, aflat în prezent la Bibliothèque nationale de France.

Rabanus Maurus (c. 780 - 4 februarie 856), cunoscut de asemenea sub numele de Hrabanus sau Rhabanus, a fost un călugăr benedictin și teolog medieval, ulterior arhiepiscop al Arhiepiscopiei de Mainz. El a fost autorul enciclopediei De Rerum naturis („Despre natura lucrurilor”). A scris, de asemenea, tratate în domeniul educației și gramaticii, precum și comentarii la texte din Biblie. El a fost unul din cei mai proeminenți profesori și scriitori ai  renașterii carolingiene, fiind denumit „Praeceptor Germaniae” sau „profesorul Germaniei”. Este venerat ca sfânt în Biserica Latină, cu sărbătoarea pe 4 februarie, ziua morții sale.

## Lucrări
Operele lui Rabanus, multe dintre ele rămânând nepublicate, cuprind comentarii la Epistolele Sfântului Pavel și tratate cu privire la diverse subiecte doctrinare, inclusiv o serie de predici. În „De institutione clericorum” a pus în evidență opiniile lui Augustin și ale sfântului Grigore cel Mare despre formațiunea necesară pentru o îndeplinire judicioasă a funcției clericale. Una din lucrările sale cele mai populare constă într-o colecție de poeme centrate pe Sfânta Cruce, reunite în volumul „De laudibus sanctae Crucis” (în ultimul poem însuși Rabanus îngenunchind în fața acesteia).
A scris de asemenea „De Universo Libri XXII, sive etymologiarum opus”, un fel de dicționar sau enciclopedie, bazată pe Etymologiae ale lui Isidor din Sevilla, conceput ca un ajutor spre interpretarea tipologică, istorică și mistică a Scripturii, „De sacris ordinibus”, "De Disciplina ecclesiastica" și "Martyrologium". Toate acestea sunt caracterizate printr-o înaltă erudiție (știa chiar și ceva greacă și ebraică) și includ „Veni Creator Spiritus”, un imn la Duhul Sfânt, cântat adesea la Rusalii. Acest imn a fost folosit de Gustav Mahler ca sursă de inspirație pentru prima sa corală și pentru simfonia a opta.
În analele de filologie germană se acordă un interes deosebit lucrării "Glossaria Latino-Theodisca". Un comentariu, "Super Porphyrium", tipărit de Cousin în 1836, între "inédits Ouvrages d'Abelard" și atribuit atât de editor și de Haurau lui Hrabantis Maurus, este acum considerat drept opera unui discipol.

## Expoziții
În anul 2006, la aniversarea 1150 ani de la moartea sa, a fost expus la Mainz "Codex Vaticanus latinus Reginensis 124", un împrumut al unei lucrări extrem de rare de la Vatican pentru Mainz, un manuscris care conține și imnul „de laudibus sanctae Crucis”.